# Hemimacronyx
Hemimacronyx là một chi chim trong họ Motacillidae.

## Các loài
- Hemimacronyx chloris
- Hemimacronyx sharpei